# 高沟捆蹄
高沟捆蹄，又称涟水捆蹄，是一种以猪蹄膀为主要原料制作而成是食物。高沟捆蹄起源于江苏涟水高沟地区，是苏菜徐海菜的特色小食之一。高沟捆蹄是一道汉族名菜，属于苏菜系，此菜色泽酱红，咸鲜香甜，鲜嫩可口，食之不腻，细嚼慢品，回味无穷。以猪肉为制作主料，高沟捆蹄的烹饪技巧以卤菜为主，口味属于咸甜味。此菜为涟水县高沟镇特产。自古就流传着中秋向后日渐凉，高沟捆蹄相争尝，购货客人如云涌，只悉生产供不上的民谣。
高沟捆蹄的味道和意大利猪肉制品Sweet Capocollo的味道和样式都非常相似。

## 历史
高沟捆蹄距今已有100多年的历史。相传在清朝道光年间，涟水高沟地区为商贸重镇。这里市场活跃，南来北往商贾众多。高沟熏烧师傅郑云福兄弟为了给客人多添一样下酒菜，便精心研制了高沟捆蹄，因其色香味美一时间名噪南北。

## 原料
高沟捆蹄以猪蹄膀瘦肉为主料，以干猪小肠衣包覆，配之桂皮、丁香、 八角、花椒、茴香、肉果、甘草、橙皮、砂蔻、豆仁、火硝、黄酒、冰糖、精盐、味精、葱姜、麻油、酱油等18种辅料，经过10多道工序方才可成。  

## 食用方法
高沟捆蹄主要食用方法是横断切成薄片，扣于盘中，作为冷盘佐酒。寒时亦可蒸热或微波后食用。

## 文化影响
高沟捆蹄为涟水特产。

## 荣誉
高沟捆蹄被誉为涟水三宝之一，有谚道“涟水三件宝，曲酒捆蹄加鸡糕”。